# 乙酰胆碱受体

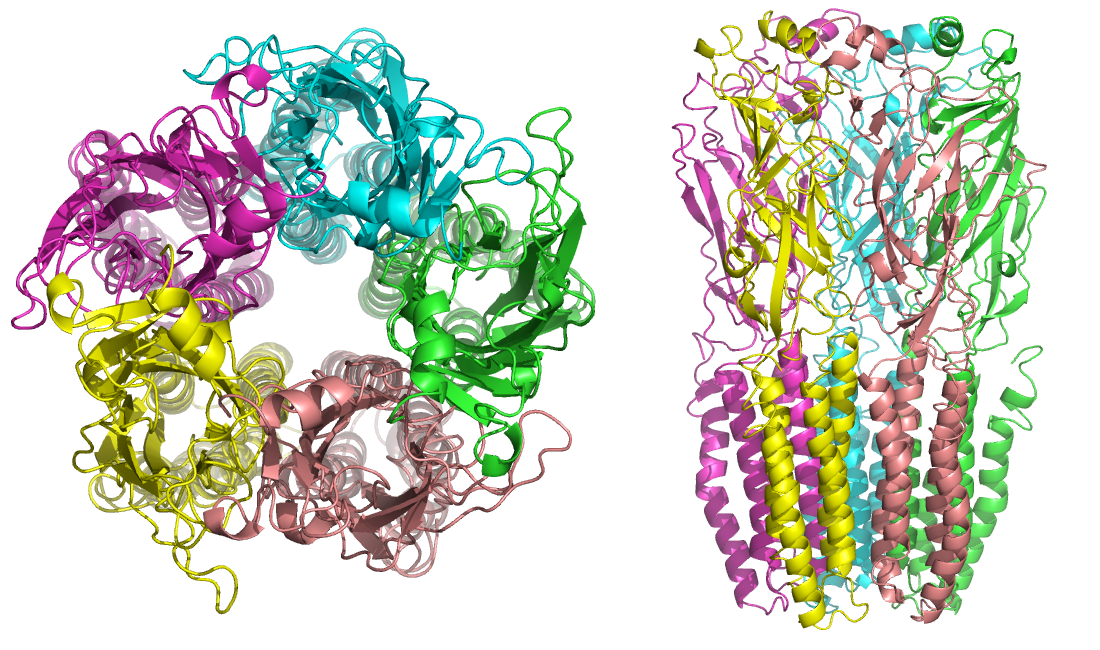
菸鹼型乙醯膽鹼受體結構

乙酰胆碱

乙酰胆碱受体（英語：acetylcholine receptor，简称为AChR）是一种对乙酰胆碱这种神经递质的结合进行响应的内在膜蛋白。

## 分类
像其他跨膜受體一樣，乙酰膽鹼受體根據其“藥理學”或根據其對不同分子的相對親和力和敏感性進行分類。儘管按照定義，所有乙酰膽鹼受體均對乙酰膽鹼有反應，但它們也對其他分子有反應。
- 菸鹼型乙酰膽鹼受體（nAChR，也稱為“離子型”乙酰膽鹼受體）對尼古丁特別敏感。尼古丁ACh受體也是Na+、K+和Ca2 +離子通道。
- 毒蕈鹼型乙酰膽鹼受體（mAChR，也稱為“促代謝型”乙酰膽鹼受體）對毒蕈鹼特別敏感。

菸鹼和毒蕈鹼是兩種主要的“膽鹼能”受體。

## 在健康与疾病中的作用
菸鹼型乙酰膽鹼受體可被蛇毒和貝類毒液中存在的箭毒、六甲銨和毒素（如α-真菌毒素）阻斷。諸如神經肌肉阻斷劑之類的藥物可逆地與神經肌肉連接處的菸鹼樣受體結合，並在麻醉中常規使用。
菸鹼受體是尼古丁作用的主要介質。在重症肌無力中，神經肌肉接頭處的受體被抗體靶向，導致肌肉無力。毒蕈鹼型乙酰膽鹼受體可以被阿托品和東莨菪鹼藥物阻斷。
先天性肌無力綜合症（CMS）是由神經肌肉接頭處的幾種類型的缺陷引起的遺傳性神經肌肉疾病。突觸後缺陷是CMS的最常見原因，通常會導致菸鹼乙酰膽鹼受體異常。導致CMS的大多數突變都在AChR次單元基因中發現。
在與CMS相關的所有突變中，一半以上是編碼成年乙酰膽鹼受體亞基的四個基因之一的突變。AChR突變通常會導致終板缺乏。AChR的大多數突變是CHRNE基因的突變。CHRNE基因編碼AChR的ε次單元。大多數突變是常染色體隱性功能喪失突變，因此存在終板AChR缺乏症。CHRNE與改變AChR的動力學特性有關。AChR的ε亞基突變的一種類型將Arg引入到受體α/ε次單元界面的結合位點。在AChR結合位點的陰離子環境中添加陽離子Arg會大大降低受體的動力學性能。 新引入的ARG的結果是激動劑親和力降低了30倍，門控效率降低了75倍，並且通道打開的可能性大大降低。 這種類型的突變會導致CMS極為致命。